# یوتیرا
یوتیرا (به لاتین: Utiroa) یک منطقهٔ مسکونی در کیریباتی است که در تابیتیویا واقع شده‌است. یوتیرا ۷۶۲ نفر جمعیت دارد.